# SCM R. Brockhaus
SCM R. Brockhaus ist eine Verlagsmarke des SCM-Verlags der Stiftung Christliche Medien, die aus dem R. Brockhaus Verlag entstanden ist.

## Firmengeschichte

Carl Brockhaus

Rudolf Brockhaus

Die Geschichte des Verlags begann 1853 in Elberfeld (heute zu Wuppertal) mit der Herausgabe der Zeitschrift Der Botschafter in der Heimath und des Liederbuchs Kleine Sammlung geistlicher Lieder durch Carl Brockhaus (1822–1899), den Gründervater der Brüderbewegung in Deutschland. Weitere Schriften folgten, darunter ab 1855 die Elberfelder Bibel. Rudolf Brockhaus (1856–1932), der Sohn des Gründers, ließ den Verlag 1894 unter dem Namen „R. Brockhaus Verlag Elberfeld“ erstmals gerichtlich eintragen (bei der Zusammenführung der beiden Städte Elberfeld und Barmen 1928 änderte sich die Verlagsbezeichnung in „R. Brockhaus Verlag Wuppertal-Elberfeld“). Bis 1937 war der Verlag fest im „geschlossenen“ Teil der deutschen Brüderbewegung verwurzelt und konnte als deren offizieller Gemeindeverlag gelten.
Nach Rudolf Brockhaus’ Tod wurde der Verlag 1932 in dritter Generation von seinem Sohn Wilhelm Brockhaus (1882–1964) übernommen. Das Verbot der „geschlossenen“ Brüdergemeinden 1937 und der Zusammenschluss mit den „offenen“ Brüdergemeinden im selben Jahr sowie mit den Baptisten 1941 führte zu einer ersten Öffnung für Literatur von außerhalb der Brüderbewegung. Während des Zweiten Weltkrieges 1943 fiel das Verlagsgebäude mit sämtlichen Lagerbeständen den Luftangriffen auf Wuppertal zum Opfer.
Nach Kriegsende begann Wilhelm Brockhaus mit dem Wiederaufbau. 1949 übergab er die Verlagsleitung seinem Sohn Rolf Brockhaus (1909–2001), der das Angebot in den folgenden Jahren beträchtlich erweiterte und dabei Autoren aus dem gesamten evangelikalen Spektrum berücksichtigte, sodass der Charakter als Gemeindeverlag der Brüderbewegung weitgehend in den Hintergrund trat. Während dieser Zeit wurde die Kommentarreihe Wuppertaler Studienbibel begonnen (hrsg. von Fritz Rienecker und Werner de Boor, ab 1953), das Lexikon zur Bibel veröffentlicht (hrsg. von Fritz Rienecker, 1959/60) und eine durchgreifende Revision der Elberfelder Bibel in Angriff genommen, die 1974 (Neues Testament) bzw. 1985 (Altes Testament) abgeschlossen wurde.
1970 zog der Verlag nach Haan-Gruiten um, firmierte aber weiterhin unter dem Namen „R. Brockhaus Verlag Wuppertal“. Von 1974 bis 2001 führte  Ulrich Brockhaus (* 1936) den Verlag in fünfter Generation.
Als 1998 kein Nachfolger aus der Familie Brockhaus mehr zur Verfügung stand, kam es zum Zusammenschluss mit dem Bundes-Verlag in Witten und 2000 zum Eintritt beider Verlage in die Stiftung Christliche Medien. 2004 zog der R. Brockhaus Verlag auch räumlich mit dem Bundes-Verlag zusammen. Ab 2006 war der ehemalige Geschäftsführer von ProChrist, Frieder Trommer, Geschäftsführer aller Verlage, Firmen und Buchhandlungen der Stiftung Christliche Medien.
Anfang 2007 ging der Verlag gemeinsam mit dem Hänssler-Verlag, dem Oncken-Verlag und dem ERF-Verlag im SCM-Verlag auf. Heute ist SCM R. Brockhaus Teil der SCM Verlagsgruppe. 
Im Rahmen der Theologischen Verlagsgemeinschaft (TVG) kooperiert SCM R. Brockhaus mit dem Brunnen Verlag mit dem Ziel, Publikationen aus dem Spektrum evangelikaler Theologie zu veröffentlichen.